# Teseo contro il minotauro
Teseo contro il minotauro è un film peplum realizzato nel 1960, diretto da Silvio Amadio e interpretato da Bob Mathias, Rosanna Schiaffino e Alberto Lupo.

## Trama
Il principe ed eroe ateniese Teseo giunge nell'isola di Creta per impedire il sacrificio annuale di sette ragazzi e sette ragazze vergini dell'isola al Minotauro. La creatura era stata mandata sull'isola da Giove dopo un'offesa arrecatali dal popolo, che per non essere sterminato deve placare la sua furia distruttrice con i rituali. Il re Minosse accoglie Teseo ed accetta la proposta, e il giovane entra da solo nel labirinto dove è rintanata la bestia. L'eroe greco riesce a scovare il Minotauro e ad ucciderlo e torna nel palazzo grazie ad un filo della veste della principessa Arianna che perdutamente innamorata di lui l'aveva seguito nel labirinto per aiutarlo.